# David Alerte
Pour les articles homonymes, voir Alerte.
David Alerte, né le 18 septembre 1984 à La Trinité en Martinique, est un athlète français spécialiste du 200 mètres.

## Biographie

### Débuts
David Alerte commence sa carrière avec son premier entraîneur, Frédérick Beret. Il pratique le lancer de poids, le saut en longueur et le saut en hauteur. Destiné à faire du décathlon, il décide de s'orienter sur 400m avant de se spécialiser sur 200m.

## Carrière
Sélectionné en 2004 aux Jeux Olympiques d'Athènes, position du dernier relayeur, il prend la 8e place en demi finale du relais 4 × 100m.

### Révélation lors des championnats d'Europe
David Alerte se révèle durant la saison 2005 en décrochant deux médailles d'or lors des Championnats d'Europe espoirs d'Erfurt, s'imposant sur 200 m et sur le relais 4 × 100 m. Il est ensuite sélectionné pour les Championnats du monde d'Helsinki sur 200 m et au relais 4 × 100 m, il fait partie de l'équipe décrochant la médaille d'or, avec Ladji Doucouré , Ronald Pognon, Eddy De Lépine, Lueyi Dovy, Oudéré Kankarafou.
En 2006, lors des Championnats d'Europe de Göteborg, il se classe septième de la finale du 200 m et remporte, en tant que dernier relayeur, la médaille de bronze du relais 4 × 100 mètres aux côtés de Oudéré Kankarafou, Ronald Pognon et Fabrice Calligny.
En 2007, il remporte le titre aux championnats France élite sur 200m en 20''33. Il remporte l'étape du meeting LNA Largardère athlé tour. Il se classe 2e lors de la 28ème Coupe d'Europe des nations. Il est sélectionné en Équipe de France aux championnats du monde d'athlétisme d'Osaka.
En 2008, il est sélectionné aux Jeux olympiques de Pékin sur le relais 4×100m. Il devient sportif de haut niveau de la défense en intégrant la Gendarmerie nationale.
Sélectionné en 2009 pour les Championnats du monde de Berlin, David Alerte termine huitième de la finale avec le temps de 20 s 68, finale dans laquelle le Jamaïcain Usain Bolt bat le record du monde du 200m en 19''19.
Licencié au club de Franconville Athlétisme Val d'Oise, David Alerte est entraîné depuis 2008 par Bruno Gajer.
Sa meilleure performance sur 200 m est de 20 s 33, réalisée le 5 août 2007 à l'occasion des Championnats de France de Niort.
Lors des Championnats d'Europe 2010 à Barcelone, il concourt à l'épreuve du 200 m et parvient à se qualifier pour la finale malgré des douleurs aux jambes. Malgré les bonnes impressions laissées en séries et en demi-finale, il se blesse en finale et ne finit pas la course. Il déclare également forfait pour le relais 4 × 100 mètres.
Le 27 mai 2012, il finit second du 200 m (20 s 67) derrière Aziz Ouhadi (20 s 50) lors de la réunion de Rabat.

## Palmarès
| Date | Compétition                   | Lieu      | Résultat | Épreuve   | Temps   |
| ---- | ----------------------------- | --------- | -------- | --------- | ------- |
| 2002 | Championnats du monde juniors | Kingston  | 8e       | 4 × 100 m | 40 s 14 |
| 2005 | Championnats d'Europe espoirs | Erfurt    | 1er      | 200 m     | 20 s 47 |
| 2005 | Championnats d'Europe espoirs | Erfurt    | 1er      | 4 × 100 m | 38 s 95 |
| 2005 | Championnat du monde          | Berlin    | 1er      | 4x100m    | 38s08   |
| 2006 | Championnats d'Europe         | Göteborg  | 7e       | 200 m     | 20 s 93 |
| 2006 | Championnats d'Europe         | Göteborg  | 3e       | 4 × 100 m | 39 s 07 |
| 2009 | Championnats du monde         | Berlin    | 8e       | 200 m     | 20 s 68 |
| 2010 | Championnats d'Europe         | Barcelone | 8e       | 200 m     | (DNF)   |
| 2013 | Jeux de la Francophonie       | Nice      | 6e       | 200 m     | 21 s 61 |
| 2013 | Jeux de la Francophonie       | Nice      | 2e       | 4 × 100 m | 39 s 36 |

- Champion de France du 200 m en 2006 en 20 s 37
- Champion de France du 200 m en 2007 en 20 s 33

## Records
- 100 m : 10 s 27 (2007)
- 200 m : 20 s 33 (2007)
- 400 m : 46 s 45 (2004)